# Xã Adams, Quận Cambria, Pennsylvania
Xã Adams (tiếng Anh: Adams Township) là một xã thuộc quận Cambria, tiểu bang Pennsylvania, Hoa Kỳ. Năm 2010, dân số của xã này là 5.972 người.